# Prälatur der St. Marien-Kirche

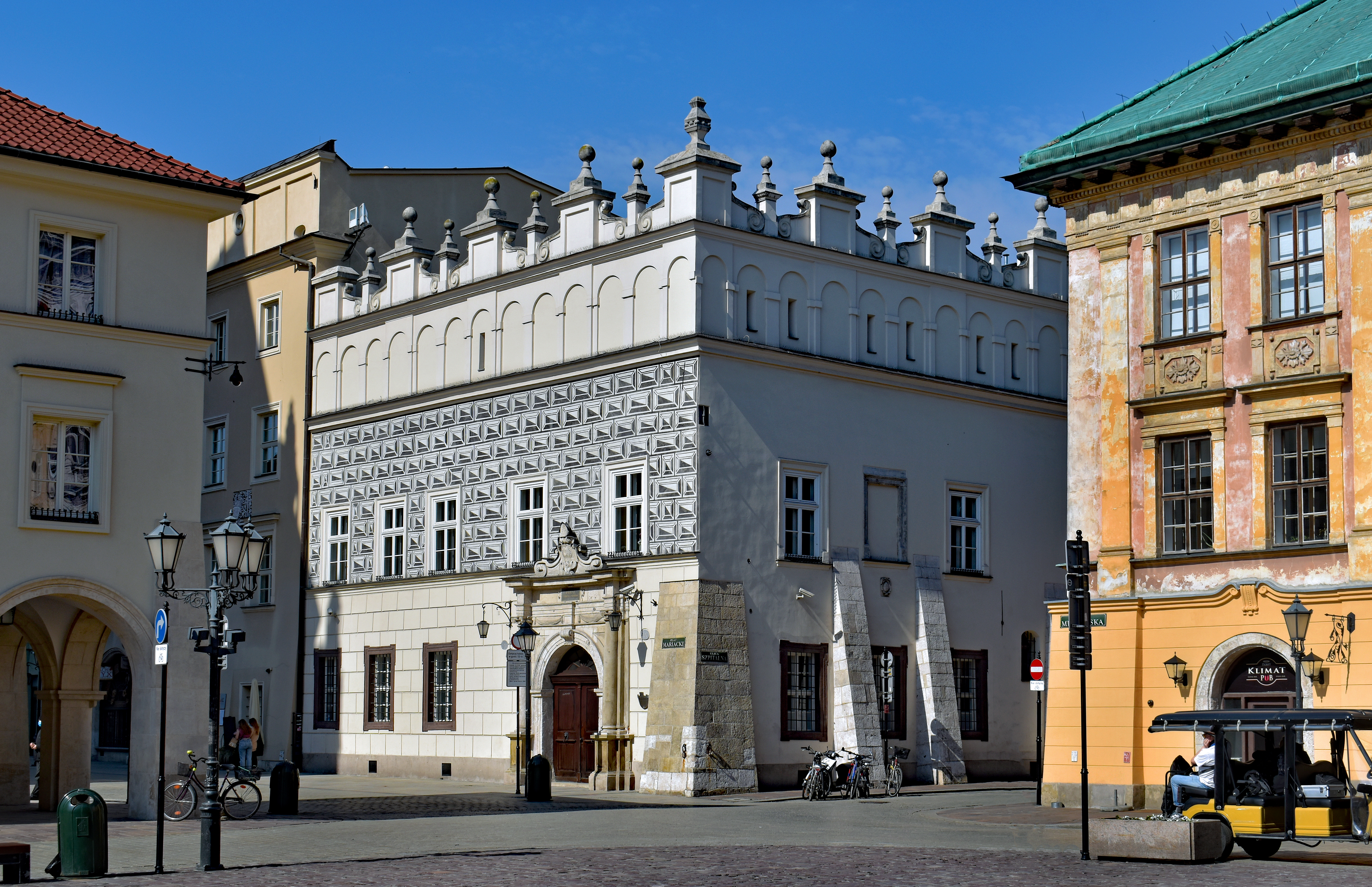
Prälatur der Marienkirche

Die Prälatur der Marienkirche (polnisch Prałatówka Kościoła Mariackiego) ist ein historisches Gebäude an der Ecke des Marienplatzes und der Spital-Straße (Szpitalnej) in der Altstadt von Krakau in unmittelbarer Nähe zur Marienbasilika. 

## Geschichte
Das Gebäude wurde von 1618 bis 1619 von Maciej Litwinkowicz im frühbarocken Stil an der Stelle von zwei gotischen Bürgerhäusern erbaut. Im Jahr 1625 wurde es mit einem von Jan Zatorczyk entworfenen Dachgeschoss versehen. Das Haus wurde mit Sgraffito verziert. Im Inneren gibt es barocke Fresken, die die zwölf Apostel und Personen des Alten Testaments darstellen. Über dem Eingang befindet sich das Wappen Sulima des Erzpresbyters Krzysztof Trzciński.